# HD62219
HD62219 — хімічно пекулярна зоря спектрального класу A0, що має видиму зоряну величину в смузі V приблизно  8,6.
Вона  розташована на відстані близько 1164,8 світлових років від Сонця.

## Пекулярний хімічний склад
Зоряна атмосфера HD62219 має підвищений вміст 
Si
.